# Robert Monestier
Robert Monestier, né le 18 juillet 1910 à Bourg-Saint-Bernard (Haute-Garonne) et décédé le 24 octobre 1986 à Châteauroux, est un résistant français de la Seconde Guerre mondiale, président du Comité départemental de libération de l'Indre.

## Biographie
Robert Monestier, né dans une famille anticléricale et radicale, adhère à la SFIO en 1936 et devient secrétaire de la fédération socialiste de sa ville natale. Il est employé à l'Office du blé à Toulouse puis à Clermont-Ferrand et arrive à Châteauroux au début de 1942 comme secrétaire départemental de l'Office.

### La Résistance
Entré dans le réseau Libération-Sud dès 1941 à Toulouse, Robert Monestier devient adjoint départemental du réseau pour l'Indre, sous le pseudonyme de Beaudin. Son groupe et celui de Robert Jallet, ce dernier recruté à Limoges, réunissent leurs forces au printemps de 1943. Robert Monestier coordonne avec Robert Jallet les Mouvements unis de la Résistance (MUR) de l'Indre qui résultent de la fusion de Libération-Sud, de Combat et de Franc-Tireur. Il intervient dans tous les domaines de la Résistance. Ainsi, le 1er avril 1944, il coordonne dans l'urgence, à la demande de Maurice Southgate, la réception de trois parachutages du SOE prévus simultanément pour les jours suivants sur des sites qui doivent être nouveaux. Il choisit des terrains près de Saint-Gaultier, La Châtre et Issoudun, organise les réceptions, malgré les difficultés de communication, et réussit les trois opérations dans la nuit du 5 au 6 avril, avec la réception, notamment, de Marcel Leccia, chef du réseau SOE Labourer.
Le 1er février 1944, les MUR fusionnent avec l'ORA et les FTP pour former les Forces françaises de l'intérieur (FFI). Fédérateur né, Robert Monestier est choisi, lors d'une réunion à Châteauroux chez Roger Cazala, comme président du Comité départemental de Libération (CDL) de l'Indre. Il a 34 ans. À la suite des rafles qui aboutissent à l'arrestation de Robert Jallet le 24 mai et de Roger Cazala le 30 mais auxquelles il échappe, il doit se cacher dans un maquis près d'Aigurande.

### La première libération de Châteauroux
Le 20 août 1944, les Allemands ayant évacué Châteauroux, Beaudin entre dans la ville avec les maquisards du Groupe Indre-Est (GIE) du commandant Robert (Robert Vollet), qui occupent aussitôt la mairie et la préfecture, au milieu de la population en liesse.Il fait fonction de préfet jusqu'à l'arrivée de Jean Laborde, nommé par le Gouvernement provisoire de la République. Robert Monestier et Georges Joseph, alias Henriet, chef départemental du Front National et vice président du CDL, saisissent le journal collaborationniste Le Département qui prend le nom de La Marseillaise du Berry, un journal clandestin, et devient l'organe officiel du CDL. Robert Monestier en prend la direction. Il élargit le CDL aux principales organisations politiques et de Résistance ; le Comité passe ainsi de cinq membres à douze. Robert Monestier constitue une Commission juridique du CDL chargée de contrôler l'épuration, qui réunit Robert Jallet, son compagnon des premiers jours de Libération-Sud et des MUR, et les autres détenus de la prison de Limoges, qui viennent d'être libérés.
Le 29 août 1944, de nouvelles colonnes allemandes en retraite, évaluées à 140 000 hommes, approchent de Châteauroux. Robert Monestier veut éviter des combats de rues, qui lui apparaissent sans intérêt stratégique alors que les Occupants sont pris en tenaille à la suite des débarquements de Normandie et de Provence, et qu'ils disposent, au contraire des Résistants, d'un important armement lourd. Il craint que des combats frontaux n'entrainent la destruction de la ville et un massacre de la population. Il décide d'évacuer Châteauroux, en accord avec le CDL et l'état-major du groupe Indre-Est, et se replie avec le CDL à Orsennes. L'avant-garde de la colonne Elster arrive le 30 et occupe la ville, tandis que l'arrière-garde de la colonne du général Täglischbeck terrorise les habitants d'Ardentes. Le 1er septembre, l'imprimerie de La Marseillaise du Berry est dynamitée par les Occupants. Le 6, le général Elster s'installe avec son état-major à Châteauroux chez le comte Guillaume d'Ornano au château de La Pointerie, réquisitionné, et y reste jusqu'au 8. Dans le département, les troupes allemandes sont harcelées sans cesse et de toutes parts par les Résistants qui multiplient les embuscades et les sabotages des ponts et des routes, et guident par radio les attaques des avions alliés.

### La seconde libération de Châteauroux
Les Allemands poursuivant leur retraite vers l'Est, le bataillon Carol de la brigade Charles Martel entre le 9 à Saint-Maur. Le même jour, de premiers éléments de la Résistance sont à Châteauroux. Le 11, Robert Monestier fait son retour aux côtés des troupes de la Résistance dans la ville, définitivement libérée après que le général Elster ait signé la veille sa reddition à la sous-préfecture d'Issoudun. Robert Monestier passe ses pouvoirs de préfet à Jean Laborde, installé définitivement à la préfecture le 14 septembre. Il reste président du CDL jusqu'à sa dissolution en 1945.
Dans l'après-guerre, Robert Monestier se situe politiquement entre la SFIO et le PCF. Il a adhéré au PSU dès la création de ce parti. Il se consacre à La Marseillaise du Berry. En septembre 1950, il est écarté de la direction du journal, désormais tenu par le PCF. Candidat aux élections législatives de juin 1951 dans l'Indre sous l'étiquette Front uni ouvrier, il n'est pas élu. Il décède à 76 ans.

## Lieu de mémoire
- Place Robert Monestier[20] à Châteauroux

## Sources
- Les libérations dans le département de l'Indre, fin août-début septembre 1944, documents commentés et annotés par Jean-Louis Laubry, en ligne
- Maurice Nicault, Résistance et libération de l'Indre, Les insoumis, préface de Gérard Coulon, 219 p., Royer, Paris, 1989  (ISBN 2-908670-57-7)
- Laurent Douzou, La désobéissance, Histoire d'un mouvement et d'un journal, Libération-Sud, 448 p. Odile Jacob, Paris, 1995  (ISBN 2-7381-0293-X)
- "À Châteauroux, le coq chantera trois fois", in 1944, La région libérée, le peuple debout, p. 90, La Nouvelle République, n° spécial, 2004.